# Hôtel de ville d'Ottawa
L'hôtel de ville d'Ottawa (en anglais : Ottawa City Hall) est la mairie de la ville d'Ottawa en Ontario (Canada). Le complexe situé au centre-ville est composé de deux bâtiments reliés entre eux : une nouvelle aile située au 110, avenue Laurier, où se situe l'entrée principale, et une aile patrimoniale datant du XIXe siècle située sur la rue Elgin.

## Nouvelle aile
La nouvelle aile, qui constitue la principale section de l'hôtel de ville, a été conçue par Raymond Moriyama et construite en 1990 pour abriter le siège de l'ancienne municipalité régionale d'Ottawa-Carleton (en). Il est situé entre le manège militaire de la place Cartier et le palais de justice d'Ottawa . Cette section de l'hôtel de ville contient la salle du conseil nommée d'après Andrew Haydon (en), un grand atrium et des bureaux et de services publics. L'avant de l'édifice est marqué par une grande place ouverte qui fait face au parc de la Confédération (en), de l'autre côté de l'avenue Laurier. Cette place des concerts, des festivals et autres événements communautaires. La place contient sculpture sonore, une fontaine et une patinoire artificielle pour le patin à glace.
Le site était autrefois utilisé comme terrain de parade du manège militaire. Pendant la Seconde Guerre mondiale, un complexe de structures a été érigé pour accueillir le personnel militaire. Ces bâtiments étaient censés être temporaires, mais ils sont restés en place pendant plusieurs décennies. Ils ont finalement été démolis, et l'hôtel de ville et le palais de justice ont été construits sur le site. Le bâtiment du siège régional a été choisi comme nouvel hôtel de ville lors de la fusion de la région et de ses municipalités constituantes en 2001, principalement en raison de son emplacement central. L'ancien hôtel de ville, l'édifice John G. Diefenbaker (en), situé à l'est du centre-ville, a par la suite été vendu au gouvernement fédéral.

## Aile patrimoniale

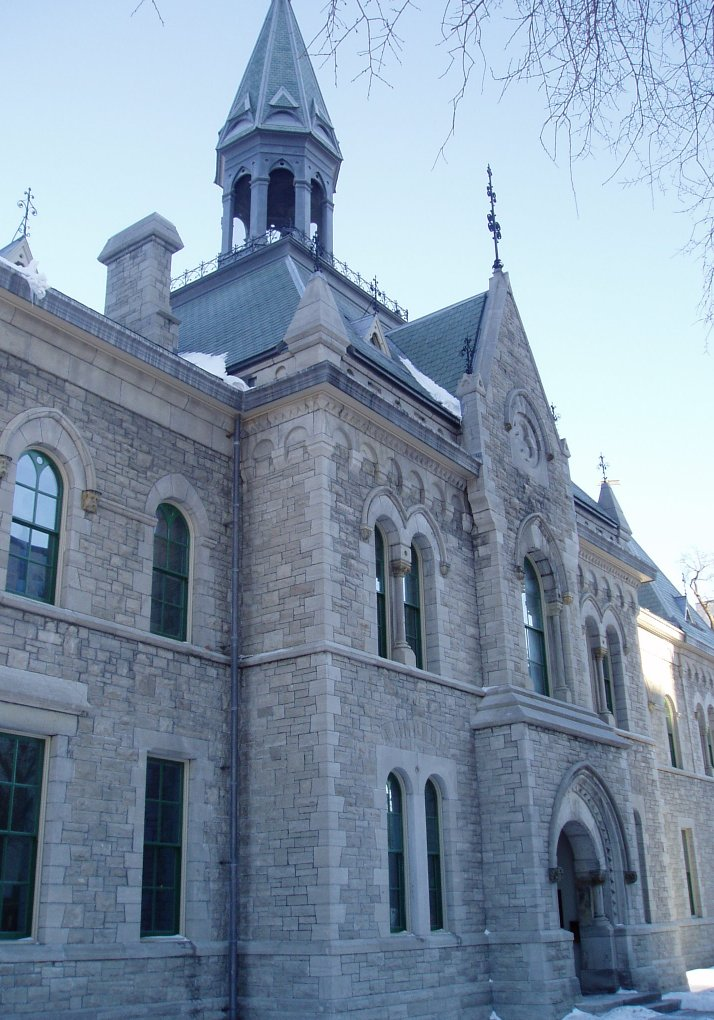
Section du bâtiment du patrimoine de l'hôtel de ville d'Ottawa, face à la rue Elgin.

Au sud du palais de justice, sur la rue Elgin, se trouve l'ancienne école normale d'Ottawa, construite en 1875. Relié à la nouvelle aile, le bâtiment de style néogothique comprend les bureaux du maire et des membres du conseil, ainsi que plusieurs bureaux et salles de comité, dont une salle de comité située dans l'ancien gymnase.
Ce bâtiment, autrefois utilisé comme école normale, a fait partie du réseau des collèges de formation des enseignants de l'Ontario mis en place par Egerton Ryerson (en). En 1953, lorsque le réseau Ryerson a été modernisé, l'École normale d'Ottawa est renommée Collège des enseignants d'Ottawa (en anglais : Ottawa Teacher's College). Dans les années 1960, les collèges d'enseignants de l'Ontario sont fusionnés aux universités, et le Collège des enseignants d'Ottawa a été intégré à la Faculté d'éducation de l'Université d'Ottawa en 1974. Quatre ans plus tard, le bâtiment est vendu au gouvernement fédéral. L'édifice patrimonial a été désigné lieu historique national du Canada en 1974.
En 1986, il est acheté par la municipalité régionale d'Ottawa-Carleton (en) afin de l'agrandir et d'y transférer son bureau municipal, devenu depuis hôtel de ville.

## Bocage des Anciens combattants
Le 5 novembre 1998, Bob Chiarelli inaugure une place publique jouxtant la mairie en l'honneur des anciens combattants de la région de Ottawa-Carleton. Le bocage des Anciens combattants comprend un mémorial de granit rose dédié à la mémoire des Ottaviens qui se sont enrôlés pour servir dans l'Armée canadienne. Il avait été dévoilé à l'origine le 27 juillet 1994 sur le site de l'ancien hôtel de ville, sur la promenade Sussex.

## Patinoire des rêves

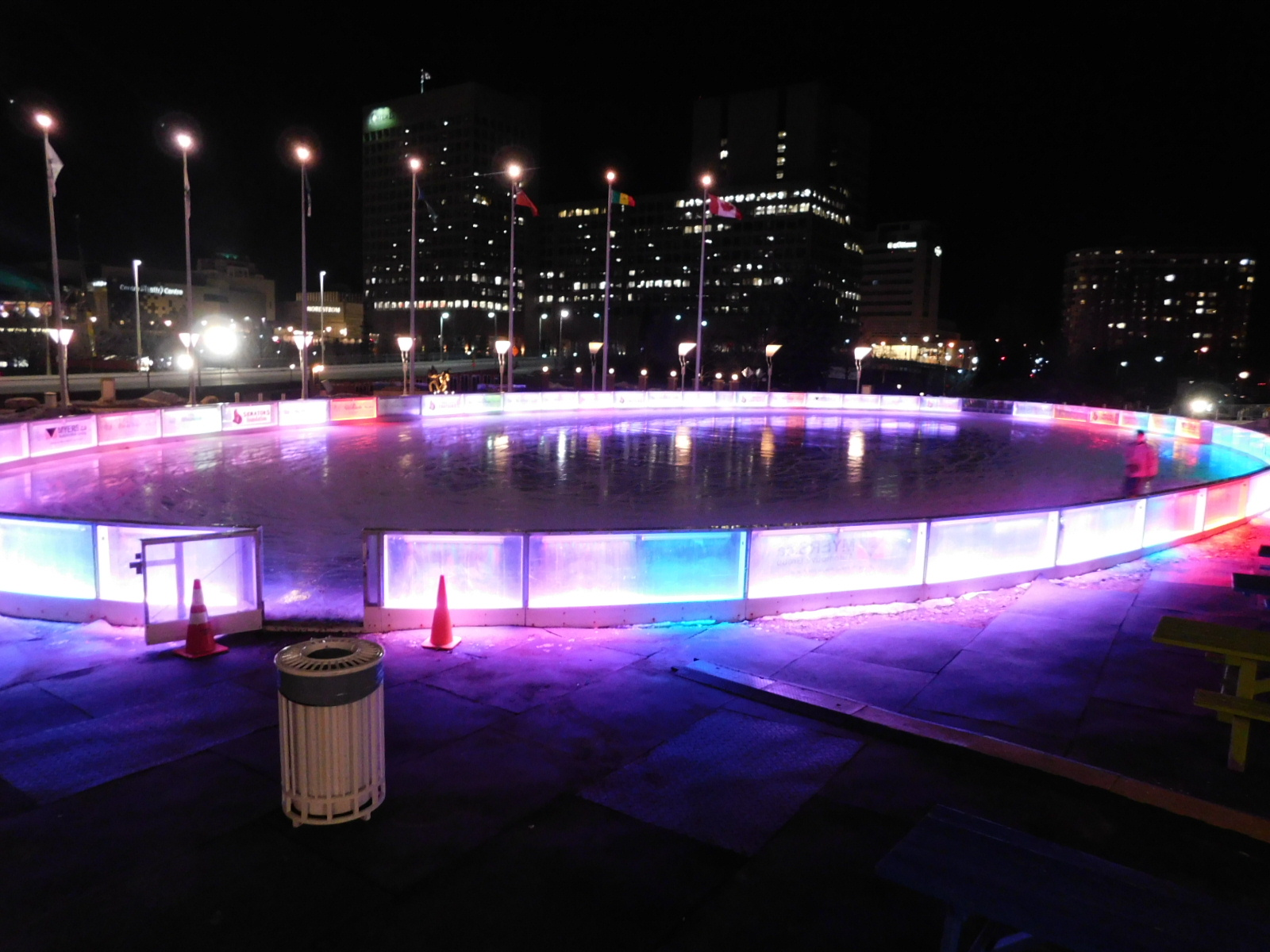
La Patinoire des rêves de nuit.

Depuis 2013, la Fondation des Sénateurs d'Ottawa finance une patinoire de 12 500 pi2 (1 161 m2) devant l'hôtel de ville. Elle est équipée de bandes éclairantes pour permettre le patinage de nuit.